# Tam học
Tam học (tiếng Trung: 三學; sa. triśikṣā, pi. tisso-sikkhā) chỉ ba môn học của người theo đạo Phật: 
1. Giới học (sa. adhiśīlaśikṣā);
2. Định học (sa. adhicitta-śikṣā)
3. Huệ học (sa. adhiprajñā-śikṣā), cả ba thường được gọi chung là Giới, Định (hoặc Thiền), Huệ (Bát-nhã).

Giới (sa. śīla, pi. sīla) được hiểu chung là tránh các nghiệp ác. Định (sa. samādhi), là thiền định, nhưng cũng là sự chú tâm, sự tỉnh giác trong mọi hành động và Huệ (sa. prajñā, pi. paññā) là sự phát triển tâm Bát-nhã để ngộ được những sự thật cao nhất. Ba phép tu hành này phụ thuộc chặt chẽ với nhau, nếu hành giả chỉ tập trung vào một nhánh thì không thể đạt Giải thoát.